# Auguste de Loës
Auguste de Loës (* 17. Februar 1802 in Aigle; † 31. Juli 1883 in Aigle, heimatberechtigt in Aigle) war ein Schweizer Politiker.

## Biografie
De Loës studierte 1817 Rhetorik und ab 1819 die Rechtswissenschaften an der Akademie Lausanne. Er war ein wohlhabender Grundbesitzer in Aigle und Umgebung.
1832 war er Beisitzer des Friedensgerichts. Als liberaler Politiker nahm er von 1837 bis 1845 Einsitz im Gemeinderat von Aigle und war in den Jahren 1853 bis 1855 Gemeindepräsident. Im Jahr 1831 wurde er in das Parlament des Kantons Waadt gewählt und hatte dort Einsitz bis 1861. Als Verfassungsrat war er von 1845 bis 1861 tätig. Er kandidierte erfolgreich bei den Parlamentswahlen 1851 und gehörte bis 1854 dem Nationalrat an. Von Juli 1863 bis Mai 1864 amtierte er als Waadtländer Staatsrat.
In der Schweizer Armee war er von 1832 bis 1845 Bezirkskommandant und 1845 Oberst der Artillerie.